# Pica-pau-de-banda-branca
O pica-pau-de-banda-branca ou Pica-pau-listado (nome científico: Dryocopus lineatus, sin. Hylatomus lineatus) é uma espécie de ave da família dos pica-paus. Pode ser encontrada na América Central e América do Sul.

## Taxonomia
O pica-pau-de-banda-branca foi descrito originalmente pelo zóologo francês Mathurin Jacques Brisson em sua obra denominada Ornitologia. Esta descrição foi feita a partir de um espécime coletado em Caiena, na Guiana Francesa. Ele usou o nome francês Le pic noir hupé de Cayenne e o nome latino Picus niger cayanensis cristatus. Embora Brisson tenha cunhado nomes em latim, esses nomes não estão em conformidade com o sistema de nomenclatura binominal e portanto não são reconhecidos pela Comissão Internacional de Nomenclatura Zoológica. Em 1766, quando o naturalista sueco Carlos Lineu atualizou a décima segunda edição de sua obra Systema Naturae, ele acrescentou 240 espécies previamente descritas por Brisson. Uma dessas espécie foi o pica-pau-de-banda-branca. Lineu incluiu uma descrição concisa, cunhou o nome binomial Picus lineatus e citou o trabalho de Brisson. O epíteto específico lineatus é latino e significa "alinhado" ou "marcado com linhas". A espécie agora está incluída no gênero Dryocopus, que foi introduzido pelo naturalista alemão Friedrich Boie em 1826.
Existem cinco subespécies:
- D. l. scapularis – (Vigors, 1829): encontrado no oeste do México. A faixa branca nas laterais do rosto está reduzida ou ausente; também menor do que similis e lineatus. Pico pálido, além de chifre pálido, branco opaco ou branco-azulado.
- D. l. similis – (Lesson, 1847): encontrado no leste e sul do México, além do sul ao noroeste da Costa Rica. Pico pálido, além de chifre pálido, branco opaco ou branco-azulado. A massa corporal é de 136–181 gramas.
- D. l. lineatus – (Linnaeus, 1766): encontrado no leste e sul da Costa Rica, no sul ao oeste da Colômbia e ao leste de Trinidad, também já foi observado em Guiana, Guiana Francesa, Brasil, Paraguai e Peru.
- D. l. fuscipennis – (P. L. Sclater, 1860): encontrado no oeste do Equador e noroeste do Peru. É menor do que lineatus. Plumagem mais marrom e menos preta.
- D. l. erythrops – (Valenciennes, 1826): ncontrado no leste do Paraguai, norte e nordeste da Argentina e sudeste do Brasil.

## Ecologia
O habitat desta espécie são fronteiras florestais e outras florestas abertas. Geralmente não é um pássaro da montanha, embora tenha sido ocasionalmente registrado nas terras altas colombianas. Três ovos brancos são colocados em um buraco de ninho em uma árvore morta e incubados por ambos sexos. Os jovens são alimentados por regurgitação.
Os espécimes de pica-pau-de-banda-branca se reproduzem de março a abril no Panamá, de abril a maio em Belize e de fevereiro a abril em Trinidad e Suriname. As cavidades dos ninhos são escavadas em árvores mortas em alturas variáveis, que variam de dois a 27 metros acima do solo. Ambos os sexos escavam os ninhos, que têm cerca de 45 centímetros de profundidade, treze x dezoito centímetros de largura e têm uma entrada de cerca de nove centímetros de diâmetro. O tamanho da ninhada varia de dois a quatro ovos. Machos e fêmeas passam por turnos de duas a três horas incubando durante o dia, mas apenas machos incubam à noite. Os recém-nascidos são alimentados cerca de uma vez por hora por ambos os pais por meio de regurgitação; a fêmea dá a maior parte da alimentação, enquanto o macho guarda o ninho. Períodos de incubação e crescimento não são documentados.

## Conservação
O pica-pau-de-banda-branca tem uma variedade muito ampla e é bastante comum. De acordo com a União Internacional para a Conservação da Natureza, a espécie foi classificada como "pouco preocupante".